# 白石幸長
白石 幸長（しらいし ゆきなが、1955年9月4日 - ）は、日本の男性俳優・声優。本名同じ。別名義、白石 ゆきなが。
東京都出身。専修大学法学部法律学科卒業。劇団若草に所属していた。

## 経歴・人物
声優としての代表作は『超電磁マシーン ボルテスV』の剛健一役。アニメは長浜忠夫が絡んだ作品にのみ出演している。
一旦は引退していたが、バンプレストのゲーム『新スーパーロボット大戦』で『超電磁マシーン ボルテスV』が登場することになり、スタッフからオファーを受けて健一の声を担当し、以後声優業を再開している。
また、「スーパーロボット大戦シリーズ」においては旧芸名の「白石ゆきなが」が使用されている。

## 出演

### テレビドラマ
- ライオン奥様劇場「徳川の夫人たち」（1974年、フジテレビ / NMC） - 徳川家綱 役
- 大江戸捜査網 第243話「哀しみの子連れ唄」（1976年、12ch / 三船プロ）
- 伝七捕物帳 第8話「はぐれ者」（1979年、ANB / 国際放映）

### テレビアニメ
- 超電磁マシーン ボルテスV（1977年 - 1978年、健一）
- 闘将ダイモス（1978年、ガスト）
- 未来ロボ ダルタニアス（1979年、春雪）

### ゲーム
- スーパーロボット大戦シリーズ（1996年 - 2023年、剛健一） - 10作品[一覧 1]

### 舞台
- ロミオとジュリエット（小姓）
- NINAGAWAマクベス[1]
- 放浪記[1]
- 元禄港歌[1]

### その他コンテンツ
- 朝日ソノラマ・ソノシート「超電磁マシーン ボルテスV」（1977年、剛健一の声）[注 1]
- 科学実験Web2002（ナレーター）
- DX超合金魂 VOLT IN BOX 超電磁マシーン ボルテスV（2020年、剛健一の声）